# Osvaldo Perozzi
Osvaldo Perozzi (Rosario, 1932 - Madrid, julio de 1986) fue un escritor argentino. Nacido en Rosario en 1932. Durante su exilio fuera del país de origen por causa de la Dictadura militar argentina. Más conocido en Europa que en su propio país, debutó con una colección de relatos originalmente publicados en la prensa de su ciudad natal y recogidos por la editorial francesa Clam traducidos bajo el título de “Nostalgie de la nostalgie”. Su primera recopilación de cuentos oficialmente publicada en español apareció en Jané Editores con el nombre de “Cuentos completos” a finales de los años 70. Reconocido como uno de los maestros del relato corto, de filo irónico y matices arrobadores, sus trabajos periodísticos le ganaron fama de cronista veraz  e innovador. Falleció en Madrid, España, en julio de 1986. Tras su muerte apareció una antología de cuentos escogidos que tomaba su título de uno de los relatos más célebres de su última época: “Nadie se baña dos veces en la misma mujer”. La realizadora vasca Leonor Rodríguez puso en imágenes su relato titulado “La novia del trompetista”, protagonizado por la actriz argentina Noelia Castaño y el trompetista cubano Carlos Sarduy. 
Se ha rodado también una adaptación de su cuento "Nadie se baña dos veces en la misma mujer", bajo el título de "El dudoso encuentro de Lila y José Luis"
- Datos: Q11058732